# Astronesthes macropogon
Astronesthes macropogon är en fiskart som beskrevs av Goodyear och Gibbs, 1970. Astronesthes macropogon ingår i släktet Astronesthes och familjen Stomiidae. Inga underarter finns listade.